# Shaw (Oregon)
Shaw (korábban Waldo Hills) az Amerikai Egyesült Államok északnyugati részén, Oregon állam Marion megyéjében, az Oregon Route 214 mentén elhelyezkedő önkormányzat nélküli település.
Daniel Waldo az 1840-es években telepedett le a térségben. A település névadója az 1887 és 1937 között működő posta első vezetője, Angus Shaw. Az Oregonian Railway vasútállomása 1881-ben nyílt meg.
1915-ben a helységben két malom működött. 2005-ben 18 lakóház, gépjavító, templom és raktár voltak itt.

## Fordítás
- Ez a szócikk részben vagy egészben  a   Shaw, Oregon című angol Wikipédia-szócikk ezen változatának fordításán alapul.  Az eredeti cikk szerkesztőit annak laptörténete sorolja fel. Ez a jelzés csupán a megfogalmazás eredetét és a szerzői jogokat jelzi, nem szolgál a cikkben szereplő információk forrásmegjelöléseként.